# Droit de rachat
Le droit de rachat autorisait le seigneur dominant à la jouissance d'une année d'un fief qui changeait de possesseur, si l'acquéreur ou l'héritier n'était ni enfant, ni frère, ni sœur du vassal décédé. Dans l'usage, l'année de jouissance s'évaluait à une somme d'argent.